# نیروگاه هسته‌ای برسل
نیروگاه هسته‌ای برسل (به هلندی: Kerncentrale Borssele) یک نیروگاه هسته‌ای در هلند است که در بورسله واقع شده‌است.